# لوكهيد مارتن بولكات
لوكهيد مارتن بولكات (Lockheed Martin Polecat) هي طائرة تطير من دون طيار من تطوير قسم تطوير البرامج المتقدمة التابعة لشركة لوكهيد مارتن. في بالمديل، كاليفورنيا.

## المواصفات
الخصائص العامة
- طاقم: 0
- سعة: 1,000 رطل (450 كـغ) of weapons or sensors
- باع الجناح: 90 قدم 0 بوصة (27.44 م)
- الوزن الإجمالي: 9,000 رطل (4,082 كـغ)
- محركات: 2 × Williams FJ44-3E turbofan engines, 3,010 رطلق (13.38 كـن) thrust  الواحد

أداء
- قدرة التحمل: 4 hours
- سقف الخدمة: 65,000 قدم (20,000 م)